# Karl Möckl
Karl Möckl (* 16. Januar 1940 in Ullersloh, Reichsgau Sudetenland) ist ein deutscher Historiker. Er war ab 1978 Lehrstuhlinhaber für Neuere und Neueste Geschichte unter Einbeziehung der Landesgeschichte an der Otto-Friedrich-Universität Bamberg.

## Leben
Möckl stammt aus dem kleinen Ort Ullersloh des böhmischen Teils des Erzgebirges.
Er studierte Geschichte, Politische Wissenschaften und Soziologie und war 1963/64 Vertreter der Studentenschaft im Akademischen Senat der Ludwig-Maximilians-Universität München (LMU). Unter anderem während seiner Amtszeit konnte die Katholische Studentengemeinschaft im AStA „die Oberhand zurückgewinnen“. Während seines Studiums wurde er Mitglied der katholischen Studentenverbindung K.St.V Albertia München. 1969 wurde er beim Inhaber des Lehrstuhls für Bayerische Landesgeschichte Karl Bosl an der Philosophischen Fakultät der LMU mit einer Dissertation über die Prinzregentenzeit Luitpolds von Bayern zum Dr. phil. promoviert. Die zentralen Ergebnisse seiner Studie, die heute als Standardwerk gilt, wurden bereits zuvor in einem Sammelbandbeitrag (Bayern im Umbruch, hrsg. von Karl Bosl) dokumentiert. Nach seiner Promotion war er wissenschaftlicher Assistent am Historischen Seminar, Lehrbeauftragter an der LMU und Dozent an der Hochschule für Politik München (HfP). 1979 erschien seine Habilitationsschrift zur Bayerischen Verfassungsgeschichte vom ausgehenden 18. Jahrhundert bis zur Verfassung von 1818, wobei vor allem die Zeit des bayerischen Ministers Maximilian Graf von Montgelas thematisiert wurde, in der Reihe Dokumente zur Geschichte von Staat und Gesellschaft in Bayern der Kommission für bayerische Landesgeschichte.
Von 1978 bis 2008 war er Inhaber des im Zuge der Umbenennung der Gesamthochschule Bamberg eingerichteten „Lehrstuhls für Neueste Geschichte“, der seit Ende der 1980er Jahre unter dem Namen „Lehrstuhl für Neuere und Neueste Geschichte unter Einbeziehung der Landesgeschichte“ firmiert. Seine Fachgebiete waren entsprechend Neueste Geschichte, Zeitgeschichte sowie Landes- und Regionalgeschichte. Von 1980 bis 1982 war er Dekan der Fakultät für Geschichts- und Geowissenschaften der Universität Bamberg. Außerdem gehörte er dem Lehrkörper der Hochschule für Politik München an, wo er im Rahmen der „Aktion Jean Monnet“ der Europäischen Kommission zur europäischen Integration dozierte. In Bamberg ist er Vertrauensdozent der CSU-nahen Hanns-Seidel-Stiftung. Zu seinen akademischen Schülern gehören u. a. Werner K. Blessing, Alexander Jordan, Stefan Kestler, Kai Uwe Tapken und Ulrich Wirz. Blessing übernahm später selbst eine auf bayerische Landesgeschichte ausgerichtete Professur.
Von 1968 bis 1971 war er Mitglied der Bayerischen Hochschulplanungskommission und von 1980 bis 1984 des Beirats für Wissenschafts- und Hochschulfragen beim Bayerischen Staatsministerium für Unterricht und Kultus. Ab 1971 war er Mitglied des Strukturbeirates für die Universität Bayreuth. Überdies wurde er korrespondierender Gast des Beirats der Prinz-Albert-Gesellschaft, die durch die Universität Bayreuth und die Stadt Coburg gegründet wurde. Außerdem wurde er Mitglied der International Commission for Representative and Parliamentary Institutions (1974) und der Associazione degli Storici Europei in Rom. Weiterhin ist er Kuratoriumsmitglied des Internationalen Instituts für Nationalitätenrecht und Regionalismus in München.
Von 1985 bis 1991 war er Tagungsorganisator und -leiter der Büdinger Gespräche, die durch das Bensheimer Institut für Personengeschichte und die Ranke-Gesellschaft auf Schloss Büdingen durchgeführt wurden. 1990 und 1996 gab er im Rahmen der Reihe Büdinger Forschungen zur Sozialgeschichte zwei Tagungsbände für die Jahre 1985/86 und 1987/88 heraus.
Gemeinsam mit Albin Atzerodt, Karl-Heinz Ruffmann, Adolf Lippold und Harald Popp ist er Mitherausgeber der 1977 ff. erschienenen Reihe Arbeitsmaterialien für den Geschichtsunterricht in der Kollegstufe (Oldenbourg Schulbuchverlag).

## Schriften (Auswahl)
- Die Prinzregentenzeit. Gesellschaft und Politik während der Ära des Prinzregenten Luitpold in Bayern. Oldenbourg, München u. a. 1972, ISBN 3-486-47521-5.
- Fachstudienführer Geschichte. Lexika-Verlag, Grafenau-Doeffingen 1974, ISBN 3-920353-14-5.
- Unter Mitwirkung von Karl Möckl hrsg. von Karl Bosl: Der moderne Parlamentarismus und seine Grundlagen in der ständischen Repräsentation. Beiträge des Symposiums der Bayerischen Akademie der Wissenschaften und der International Commission for the History of Representative and Parliamentary Institutions auf Schloss Reisensburg vom 20.–25. April 1975. Duncker und Humblot, Berlin 1977, ISBN 3-428-03802-9.
- Der moderne bayerische Staat. Eine Verfassungsgeschichte vom aufgeklärten Absolutismus bis zum Ende der Reformepoche (= Dokumente zur Geschichte von Staat und Gesellschaft in Bayern. Abt. III: Bayern im 19. und 20. Jahrhundert. Bd. 1). Beck, München 1979, ISBN 3-7696-9965-3.
- (Hrsg.): Hof und Hofgesellschaft in den deutschen Staaten im 19. und beginnenden 20. Jahrhundert (= Büdinger Forschungen zur Sozialgeschichte. 1985/1986 = Deutsche Führungsschichten in der Neuzeit. Bd. 18). Mit einleitenden Bemerkungen von Karl Möckl, Boldt, Boppard am Rhein 1990, ISBN 3-7646-1900-7.
- (Hrsg.): Wirtschaftsbürgertum in den deutschen Staaten im 19. und beginnenden 20. Jahrhundert (= Büdinger Forschungen zur Sozialgeschichte. 1987/1988 = Deutsche Führungsschichten in der Neuzeit. Bd. 21). Mit einer Einleitung von Karl Möckl, Boldt im Oldenbourg-Verlag, München 1996, ISBN 3-486-56269-X.